# Magical Drop III
Magical Drop III (マジカルドロップ3?, Magikaru Doroppu 3) è un videogioco rompicapo pubblicato per la prima volta nel 1997 per Neo Geo, terzo capitolo della serie Magical Drop.
Venne convertito su Sega Saturn e su PlayStation (per quest'ultima console vennero realizzate due conversioni), insieme a vari altri porting diretti dell'originale per Neo Geo. La versione per Saturn cambia la velocità e vari altri aspetti del gameplay. Il primo porting per PlayStation, Magical Drop III: Yokubari Tokudaigou! (マジカルドロップ3 よくばり特大号?), consente al giocatore di scegliere tra la versione ribilanciata di Saturn e una versione più fedele a quella arcade; il secondo porting per PlayStation, Magical Drop III + Wonderful (マジカルドロップ3＋ワンダホー!?) presenta la modalità di gioco ribilanciata di Yokubari Tokudaigou! insieme a un porting di Magical Drop Plus 1!. Magical Drop III + Wonderful venne pubblicato da Swing! Entertainment nelle regioni PAL con il semplice titolo Magical Drop III.
Il videogioco venne convertito anche su Neo Geo Pocket Color (con il titolo Magical Drop Pocket) e Game Boy Color (con il titolo Magical Drop).
Nel febbraio 2018 la versione per Neo Geo è stata ripubblicata da HAMSTER Co. in tutto il mondo su Nintendo Switch e in Giappone su PlayStation 4 e Xbox One.

## Modalità di gioco
Viene introdotto un terzo pulsante, che consente ai giocatori di aggiungere righe nella propria parte di schermo in qualsiasi momento. Inoltre gli attacchi riversano sfere all'avversario in file non pari che variano in base al personaggio. La modalità "Hirameki" viene sostituita dall'"Adventure Mode", ovvero un gioco da tavolo che sfida i giocatori a raggiungere Empress prima degli avversari controllati dalla CPU. Nelle versioni in inglese di Magical Drop III vennero rimossi sia il livello di difficoltà più elevato nella modalità di sfida contro la CPU sia gli avversari nell'"Adventure Mode".
La versione per Game Boy Color non include una modalità per sfidare la CPU, pertanto i giocatori ottengono l'accesso all'intero roster di Magical Drop III semplicemente giocando la modalità a due giocatori.

## Accoglienza
In Giappone, Game Machine classificò Magical Drop III nel numero del 1º aprile 1997 al 3º posto tra i videogiochi arcade di maggior successo del mese.